# Asyryjski Kościół Ewangelicki
Asyryjski Kościół Ewangelicki – jest jednym z kościołów prezbiteriańskich na Bliskim Wschodzie. Jego wyznawcami są głównie Asyryjczycy. Posiada swoje świątynie i wiernych w Iraku i w Iranie oraz w miejscach zamieszkiwanych przez liczną diasporę asyryjską: w Australii i w Stanach Zjednoczonych.
Językiem liturgicznym jest język aramejski. Na terenie Iranu powiązany jest z Kościołem Ewangelicko-Prezbiteriańskim Iranu.